# U-22-Leichtathletik-Länderkampf der Frauen 1987 Polen – BR Deutschland – Großbritannien – Spanien
| 14. Leichtathletik-Länderkampf mit bundesdeutscher Beteiligung 1987               | 14. Leichtathletik-Länderkampf mit bundesdeutscher Beteiligung 1987 |
| --------------------------------------------------------------------------------- | ------------------------------------------------------------------- |
|                                                                                   |                                                                     |
| U22-Ländervergleich der Frauen: Polen – BR Deutschland – Großbritannien – Spanien |                                                                     |
| Austragungsort                                                                    | Krakau                                                              |
| Wettbewerbe                                                                       | 14                                                                  |
| Datum                                                                             | 8. August                                                           |
| 1. GBR 2. POL 3. FRG 4. ESP                                                       | 157,0 Punkte 143,5 Punkte 121,5 Punkte 53,0 Punkte                  |
| Chronik                                                                           |                                                                     |
| ← POL-FRG-ESP-CSK 00U22 (M)                                                       | FRG-POL-CSK-HUN-USA00 Geher (M) →                                   |

Als vierzehnter Vergleich des Länderkampfjahres 1987 wurde parallel zur Begegnung der Männer ein Vierländervergleich für Leichtathletinnen aus der Altersgruppe U22 mit einem allgemeinen leichtathletischen Programm ausgetragen. Gastgeber am 8. August war wie bei den Männern die polnische Stadt Krakau. Die Gegner kamen aus Polen, Großbritannien und Spanien. Im Männervergleich hatte anstelle von Großbritannien eine Mannschaft aus der Tschechoslowakei teilgenommen. Andere als U-22-Nachwuchsvergleiche waren für Frauen und Juniorinnen bislang nicht ausgetragen worden, aber im Vorjahr hatte es einen ersten U-22-Vergleich gegen Frankreich, Polen und die Tschechoslowakei gegeben.

## Modus
Auf dem Programm standen vierzehn Wettbewerbe. Das war einer weniger als in Frauenländerkämpfen üblich. Nicht asugetragen wurde der Langstreckenlauf über 3000 Meter. Aus dem damaligen olympischen Wettbewerbskatalog für Frauen fehlte so nur dieser 3000-Meter-Lauf.
In den Einzelwettbewerben erhielt die Siegerin neun Punkte, die Zweitplatzierte sieben, die Drittplatzierte sechs, die Viertplatzierte fünf Punkte usw. In den Staffeln gab es zehn zu sieben zu vier zu zwei Punkte.

## Ergebnis
Spanien konnte als schwächstes Team in dieser Begegnung keine Disziplinwertung für sich entscheiden. In den Einzelläufen errang Großbritannien fünf Siege, davon einen per Doppelerfolg. Die Bundesrepublik und Polen gewannen hier jeweils einen Wettbewerb. Von den beiden Staffeln sowie den beiden Sprüngen gingen jeweils eine Disziplinwertung an Großbritannien und Deutschland. In der Kategorie Wurf/Stoß verbuchten die Polinnen, die Britinnen und die Deutschen jeweils einen Sieg auf ihrem Konto. In der Länderkampfwertung lagen die britischen Leichtathletinnen mit 157 Punkten am Ende vorn. Mit 143,5 Punkten kamen die polnischen Vertreterinnen auf den zweiten Platz. Die bundesdeutschen Sportlerinnen belegten mit 121,5 Punkten wie bei den Männern Rang drei. Mit nur 53 Punkten wurden die Spanierinnen Vierte und Letzte.

## Einzelresultate

### 100 m
| Platz | Athletin            | Land | Zeit (s) |
| ----- | ------------------- | ---- | -------- |
| 1     | Joanna Smolarek     | POL  | 11,60    |
| 2     | Mary Berkeley       | GBR  | 11,65    |
| 3     | Mechthild Kluth     | FRG  | 11,76    |
| 4     | Simone Jacobs       | GBR  | 11,80    |
| 5     | Jolanda Diaz        | ESP  | 11,89    |
| 6     | Sandra Löffler      | FRG  | 12,09    |
| 7     | Anna Zulinska       | POL  | 12,15    |
| 8     | Maria Paz Minicozzi | ESP  | 12,25    |

### 200 m
| Platz | Athletin          | Land | Zeit (s) |
| ----- | ----------------- | ---- | -------- |
| 1     | Ina Cordes        | FRG  | 23,76    |
| 2     | Phylis Watt       | GBR  | 23,82    |
| 3     | Małgorzata Owcarz | POL  | 23,86    |
| 4     | Louise Stuart     | GBR  | 23,88    |
| 5     | Margrit Schiller  | FRG  | 24,43    |
| 6     | Teresa Hortelano  | ESP  | 24,60    |
| 7     | Anna Żulińska     | POL  | 24,61    |

Spanien stellte in diesem Wettbewerb nur eine Vertreterin.

### 400 m
| Platz | Athletin         | Land | Zeit (s) |
| ----- | ---------------- | ---- | -------- |
| 1     | Loreen Hall      | GBR  | 53,65    |
| 2     | Ewa Marcinkowska | POL  | 54,19    |
| 3     | Heike Blüm       | FRG  | 54,61    |
| 4     | Dawn Gandy       | GBR  | 55,28    |
| 5     | Bettina Kersten  | FRG  | 55,37    |
| 6     | Jolanta Barska   | POL  | 55,97    |
| 7     | Isabel Rodríguez | ESP  | 56,47    |
| 8     | Beatriz Sánchez  | ESP  | 57,15    |

### 800 m
| Platz | Athletin             | Land | Zeit (min) |
| ----- | -------------------- | ---- | ---------- |
| 1     | Beverly Nicholson    | GBR  | 2:03,95    |
| 2     | Ann Williams         | GBR  | 2:04,05    |
| 3     | Joanna Siemieniuk    | POL  | 2:05,19    |
| 4     | Jolanta Wieprzkowicz | POL  | 2:07,01    |
| 5     | Sabine Nolte         | FRG  | 2:07,62    |
| 6     | Petra Höfler         | FRG  | 2:11,20    |
| 7     | Eugenia Castro       | ESP  | 2:13,77    |
| 8     | Julia Vaguero        | ESP  | 2:16,96    |

### 1500 m
| Platz | Athletin          | Land | Zeit (min) |
| ----- | ----------------- | ---- | ---------- |
| 1     | Wendy Wright      | GBR  | 4:20,73    |
| 2     | Aniela Nikiel     | POL  | 4:21,53    |
| 3     | Jill Hunter       | GBR  | 4:21,92    |
| 4     | Aleksandra Gralak | POL  | 4:22,66    |
| 5     | Annette Hüls      | FRG  | 4:25,08    |
| 6     | Begoña Herráez    | ESP  | 4:26,43    |
| 7     | Lidia Calvo       | ESP  | 4:30,28    |
| 8     | Kerstin Winckler  | FRG  | 4:33,17    |

### 100 m Hürden
| Platz | Athletin              | Land | Zeit (s) |
| ----- | --------------------- | ---- | -------- |
| 1     | Grażyna Ostrowska     | POL  | 13,65    |
| 2     | Jutta Fundel          | FRG  | 13,65    |
| 3     | Sylvia Bednarska      | POL  | 13,95    |
| 4     | Jacky Bertt           | GBR  | 14,08    |
| 5     | Christine Niedermaier | FRG  | 14,09    |
| 6     | Ana Guerra            | ESP  | 14,19    |
| 7     | Ana Bullon            | ESP  | 14,23    |
| 8     | Jacky Kinsella        | GBR  | 14,64    |

### 400 m Hürden
| Platz | Athletin         | Land | Zeit (s) |
| ----- | ---------------- | ---- | -------- |
| 1     | Simone Gandy     | GBR  | 58,84    |
| 2     | Dominika Rodacka | POL  | 59,01    |
| 3     | Barbara Gähling  | FRG  | 59,50    |
| 4     | Margaret Still   | GBR  | 60,97    |
| 5     | Ewa Bukowska     | POL  | 61,14    |
| 6     | Begoña Iglesias  | ESP  | 61,62    |
| 7     | Annette Eising   | FRG  | 62,08    |
| 8     | Miriam Peres     | ESP  | 63,50    |

### 4 × 100 m Staffel
| Platz | Besetzung      | Land                                                          | Zeit (s) |
| ----- | -------------- | ------------------------------------------------------------- | -------- |
| 1     | Großbritannien | Simone Jacobs Phylis Watt Louise Stuart Mary Berkeley         | 44,60    |
| 2     | BR Deutschland | Sandra Löffler Ina Cordes Margrit Schiller Mechthild Kluth    | 44,94    |
| 3     | Polen          | Bogusława Małgorzata Owcarz Anna Zulinska Was                 | 46,39    |
| 4     | Spanien        | Jolanda Diaz Teresa Hortelano Maria Paz Minicozzi Goya Ferrer | 46,59    |

### 4 × 400 m Staffel
| Platz | Besetzung      | Land                                                     | Zeit (min) |
| ----- | -------------- | -------------------------------------------------------- | ---------- |
| 1     | BR Deutschland | Ulrike Heinz Petra Höfler Bettina Kersten Heike Blüm     | 3:36,90    |
| 2     | Großbritannien | Loreen Hall Patricia Beckford Simone Gandy Dawn Gandy    | 3:36,93    |
| 3     | Polen          | Jolanta Barska Listkiewicz Renata Sosin Ewa Marcinkowska | 3:37,98    |
| 4     | Spanien        | Isabel Rodríguez Sanalco Begoña Iglesias Uluez           | 3:51,19    |

### Hochsprung
| Platz | Athletin           | Land | Höhe (m) |
| ----- | ------------------ | ---- | -------- |
| 1     | Bettina Braag      | FRG  | 1,89     |
| 2     | Iwona Jakobczak    | POL  | 1,84     |
| 3     | Ciaire Summerfield | GBR  | 1,81     |
| 4     | Helene Klimek      | FRG  | 1,81     |
| 4     | Barbara Plaza      | POL  | 1,81     |
| 6     | Michelle Whealer   | GBR  | 1,81     |
| 7     | Monica Calvo       | ESP  | 1,70     |
| 7     | Isabel Teiixeira   | ESP  | 1,70     |

### Weitsprung
| Platz | Athletin          | Land | Weite (m) |
| ----- | ----------------- | ---- | --------- |
| 1     | Mary Berkeley     | GBR  | 6,30      |
| 2     | Sharon Bowie      | GBR  | 6,15      |
| 3     | Renata Pytelewska | POL  | 5,97      |
| 4     | Beata Stopa       | POL  | 5,91      |
| 5     | Cristina Martin   | ESP  | 5,90      |
| 6     | Jutta Bögner      | FRG  | 5,89      |
| 7     | Angeles Mármol    | ESP  | 5,83      |
| 8     | Martina Kersting  | FRG  | 5,51      |

### Kugelstoßen
| Platz | Athletin            | Land | Weite (m) |
| ----- | ------------------- | ---- | --------- |
| 1     | Małgorzata Wolska   | POL  | 17,68     |
| 2     | Myrtle Auguee       | GBR  | 17,50     |
| 3     | Lucina Gruszczynska | POL  | 16,16     |
| 4     | Margarita Ramos     | ESP  | 14,96     |
| 5     | Ursula Kreutel      | FRG  | 14,25     |
| 6     | Sharon Andrews      | GBR  | 14,01     |
| 7     | Ingrid Belz         | FRG  | 12,75     |
| 8     | Beatrix Gonzáles    | ESP  | 12,61     |

### Diskuswurf
| Platz | Athletin         | Land | Weite (m) |
| ----- | ---------------- | ---- | --------- |
| 1     | Renata Katewicz  | POL  | 59,54     |
| 2     | Ursula Kreutel   | FRG  | 51,56     |
| 3     | Ingrid Belz      | FRG  | 50,38     |
| 4     | Ellen Mulfhill   | GBR  | 49,80     |
| 5     | Sharon Andrews   | GBR  | 49,70     |
| 6     | Iwona Jarzabska  | POL  | 49,10     |
| 7     | Sonja Godall     | ESP  | 47,80     |
| 8     | Isabel Fernández | ESP  | 45,32     |

### Speerwurf
| Platz | Athletin        | Land | Weite (m) |
| ----- | --------------- | ---- | --------- |
| 1     | Anja Koslowski  | FRG  | 53,92     |
| 2     | Julie Abel      | GBR  | 52,06     |
| 3     | Jadwiga Boccian | POL  | 48,34     |
| 4     | Amanda Caine    | GBR  | 47,68     |
| 5     | Irena Olejarz   | POL  | 46,16     |
| 6     | Beatriz Fantova | ESP  | 43,42     |
| 7     | Sonja Godall    | ESP  | 42,96     |
| 8     | Barbara List    | FRG  | 39,40     |